# Isothrix barbarabrownae
Isothrix barbarabrownae är en gnagare i familjen lansråttor som förekommer i centrala Peru. Artepitet i det vetenskapliga namnet hedrar zoologen Barbara E. Brown.

## Utseende
Pälsen på ovansidan bildas främst av trefärgade hår som är rödbruna nära roten, kanelbruna i mitten och svarta vid spetsen. Pälsfärgen är därför agouti. Dessutom är några helt svarta hår inblandade och från huvudets topp till området mellan axlarna förekommer en svart strimma med långa hår liksom en kam. Som andra släktmedlemmar men i motsats till flera andra lansråttor saknar arten borstar och taggar. Huvudet kännetecknas av en gråaktig nos, nakna och lila ögonlock samt av nästan nakna och mörka öron. Undersidans hår är mörk violett (som hos plommon) nära roten och kanel- till rödbruna vid spetsen. Svansen är helt täckt med korta hår och den har tre färgavsnitt. Den första delen vid bålen är brunaktig (cirka 5 cm lång), sedan blir håren stegvis svarta och svansens spets har en vit färg (cirka 3,5 cm lång).
Denna gnagare har fyra fingrar vid framtassen och fem tår vid bakfoten som alla är utrustade med böjda klor.

## Utbredning
Individer fångades och iakttogs vid en väg mellan orterna Paucartambo och Shintuya i sydcentrala Peru (region Cusco). Området ligger i Anderna vid 1900 meter över havet. Djuret var okänt för den lokala befolkningen när det hittades av zoologerna.
Regionen vid fyndplatsen är täckt av molnskog. Undervegetationen utgörs av gräs, mossa och ormbunkar. Exemplar upptäcktes på marken men andra släktmedlemmar klättrar främst i träd.

## Status
Beståndets storlek och potentiella hot är inte kända. IUCN listar arten med kunskapsbrist (DD).